# Plužine
Plužine (montenegrinisch-kyrillisch Плужине) ist eine Kleinstadt im Nordwesten Montenegros und hat etwa 1500 Einwohner. Die Stadt ist das Zentrum der gleichnamigen Gemeinde Plužine, die 854 km² umfasst und 4300 Einwohner hat. Sie liegt etwa 17 km südlich der Grenze von Bosnien und Herzegowina am Ufer des Pivastausees, welcher der zweitgrößte See des Landes ist.

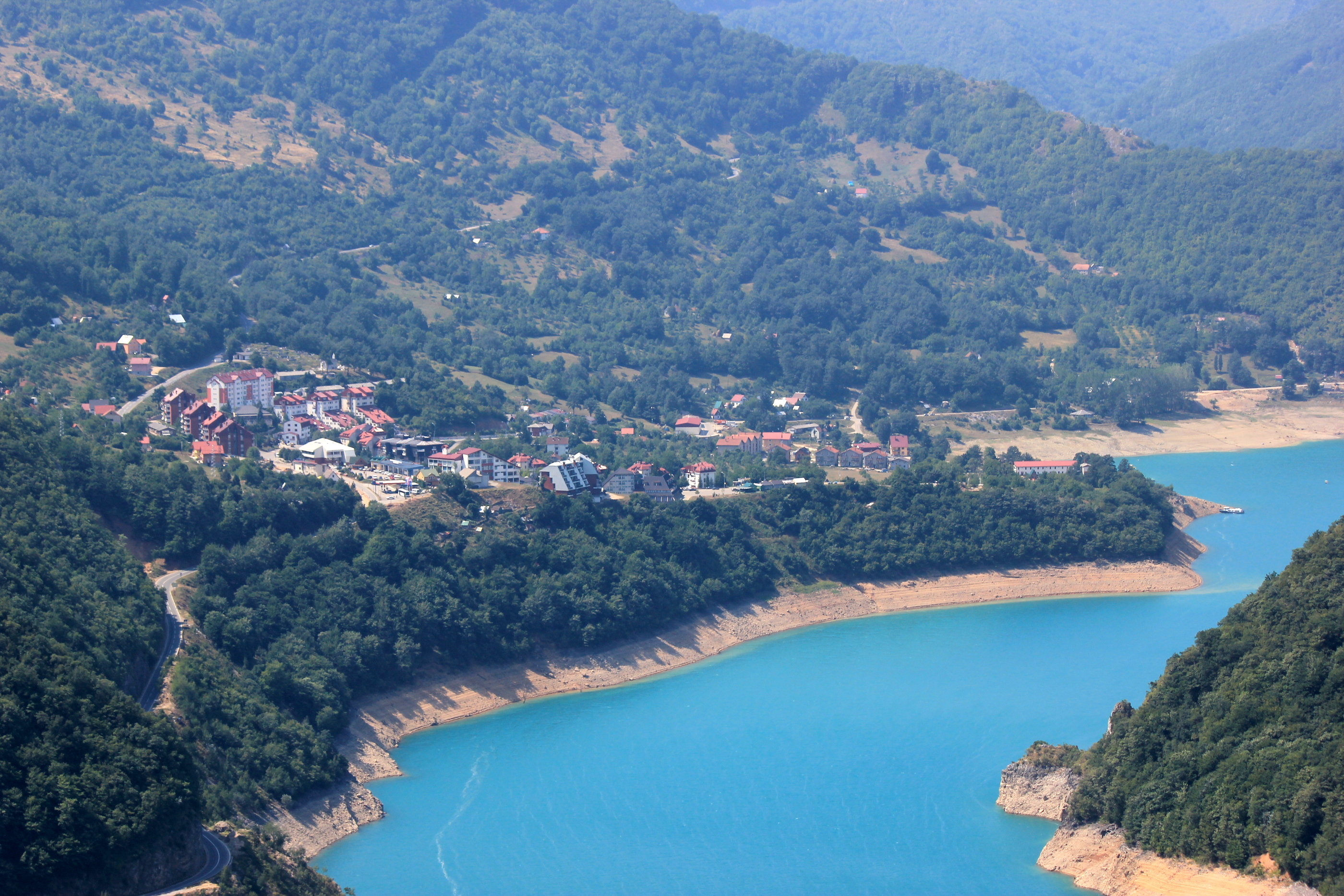
Blick auf die Stadt

Durch die Stadt führt die Fernstraße von Podgorica über Nikšić nach Foča in der bosnischen Republika Srpska.

## Bevölkerung
Zur Volkszählung von 2011 hatte die Gemeinde Plužine 3246 Einwohner, von denen sich 2131 (65,65 %) als Serben und 902 (27,79 %) als Montenegriner bezeichneten. Daneben leben in der Gemeinde noch weitere kleinere Bevölkerungsgruppen.